# Mohamed el-Baradei
Mohamed Moustapha el-Baradei (en arabe : محمد مصطفى البرادعي), né le 17 juin 1942 au Caire (Égypte), est un diplomate et homme d'État égyptien.
Directeur général de l'Agence internationale de l'énergie atomique (AIEA) de 1997 à 2009, il reçoit le prix Nobel de la paix en 2005 conjointement avec l'organisation qu'il dirige.
Le 9 juillet 2013, il est nommé vice-président de la république arabe d'Égypte à titre provisoire, quelques jours après le coup d'État militaire ayant entraîné la chute de Mohamed Morsi. Il présente sa démission de ce poste le 14 août pour protester contre la répression de manifestations de partisans de Morsi,.

## Biographie
Né d'un père avocat, il suit des études de droit à l'université du Caire, où il obtient son diplôme en 1962.

### Carrière internationale
Il commence en 1964 une carrière au service du ministère égyptien des Affaires étrangères. C'est durant cette période qu'il est chargé du contrôle des armes au sein de l'ONU. En 1974, il obtient un Ph.D. en droit international à l'université de New York. De 1974 à 1978, il est l'assistant spécial du ministre égyptien des Affaires étrangères.
En 1980, il quitte le service diplomatique de son pays pour intégrer l'Institut des Nations unies pour la formation et la recherche (UNITAR), où il est chargé du programme de droit international. De 1981 à 1987, il est également professeur adjoint de droit international à l'université de New York. En 1984, il intègre l'AIEA en tant que membre du secrétariat, avant d'être l'assistant du directeur général pour les relations extérieures de 1993 à 1997.
À partir du 1er décembre 1997, il est directeur général de l'AIEA, fonction à laquelle il est réélu pour de nouveaux mandats de quatre ans en septembre 2001 et juin 2005. Durant la crise des armes de destructions massives irakiennes en 2003, il présente personnellement les différents rapports de l'AIEA au Conseil de sécurité des Nations unies. Il déplore que la politique américaine vis-à-vis de l'Iran et de la Corée du Nord ne permette pas de résoudre la question des armes nucléaires dans ces deux pays.
Le 7 octobre 2005, le prix Nobel de la paix est attribué conjointement à l'AIEA et à son directeur général Mohammed el-Baradei pour leurs efforts en faveur de la non-prolifération des armes nucléaires dans le monde.

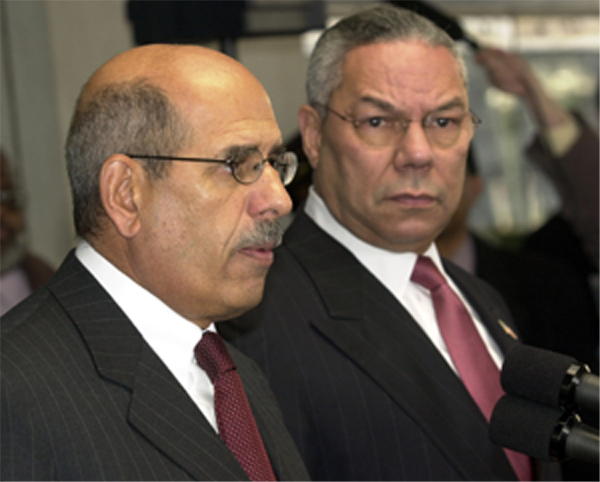
Mohamed el-Baradei et Colin Powell (New York, le 10 janvier 2003).

De 2007 à 2009, sur la dernière période de son troisième mandat, ses relations avec la France et le ministre des Affaires étrangères Bernard Kouchner se tendent progressivement. En septembre 2007, à la suite des déclarations de Kouchner sur la possibilité d'une guerre avec l'Iran, El-Baradei déclare que les autres options sont loin d'avoir été épuisées. Kouchner revient ensuite à une position beaucoup plus modérée,. Début septembre 2009, peu avant qu'il quitte ses fonctions à l'AIEA, Kouchner lors d'un entretien avec des journalistes, puis officiellement le ministère français des Affaires étrangères, l'accusent d'avoir fait retirer l'annexe d'un rapport de l'AIEA contenant des informations importantes sur la nucléarisation militaire de l'Iran, dont ils avaient eu connaissance précédemment lors d'un briefing technique. Ces accusations, aussi soutenues par Israël, sont vivement rejetées par El-Baradei. Le journaliste du Times Catherine Philp indique que cette annexe contenait des éléments qui auraient été fournis par les services de renseignement occidentaux et qui auraient été rejetés car insuffisamment prouvés aux yeux de l'AIEA. Cette passe d'armes n'a pas plus de conséquences puisque le 1er octobre Kouchner indique que le dialogue avec l'Iran se poursuit, sans prévoir de sanctions supplémentaires.
En 2009, il est membre de deux associations de droit international, la International Law Association (en) et la American Society of International Law (en).

### Carrière politique
Le 24 février 2010, il rencontre plusieurs leaders de l'opposition et intellectuels notables au Caire. Le meeting se conclut par l'annonce de la création d'un nouveau mouvement politique, l'Association nationale de changement. Ce mouvement vise à réformer la scène politique en général et l'article 76 de la Constitution égyptienne en particulier, qui impose des restrictions dans l'organisation des élections présidentielles et les candidatures indépendantes. El-Baradei annonce le même jour vouloir être candidat pour l'élection présidentielle prévue en 2011.

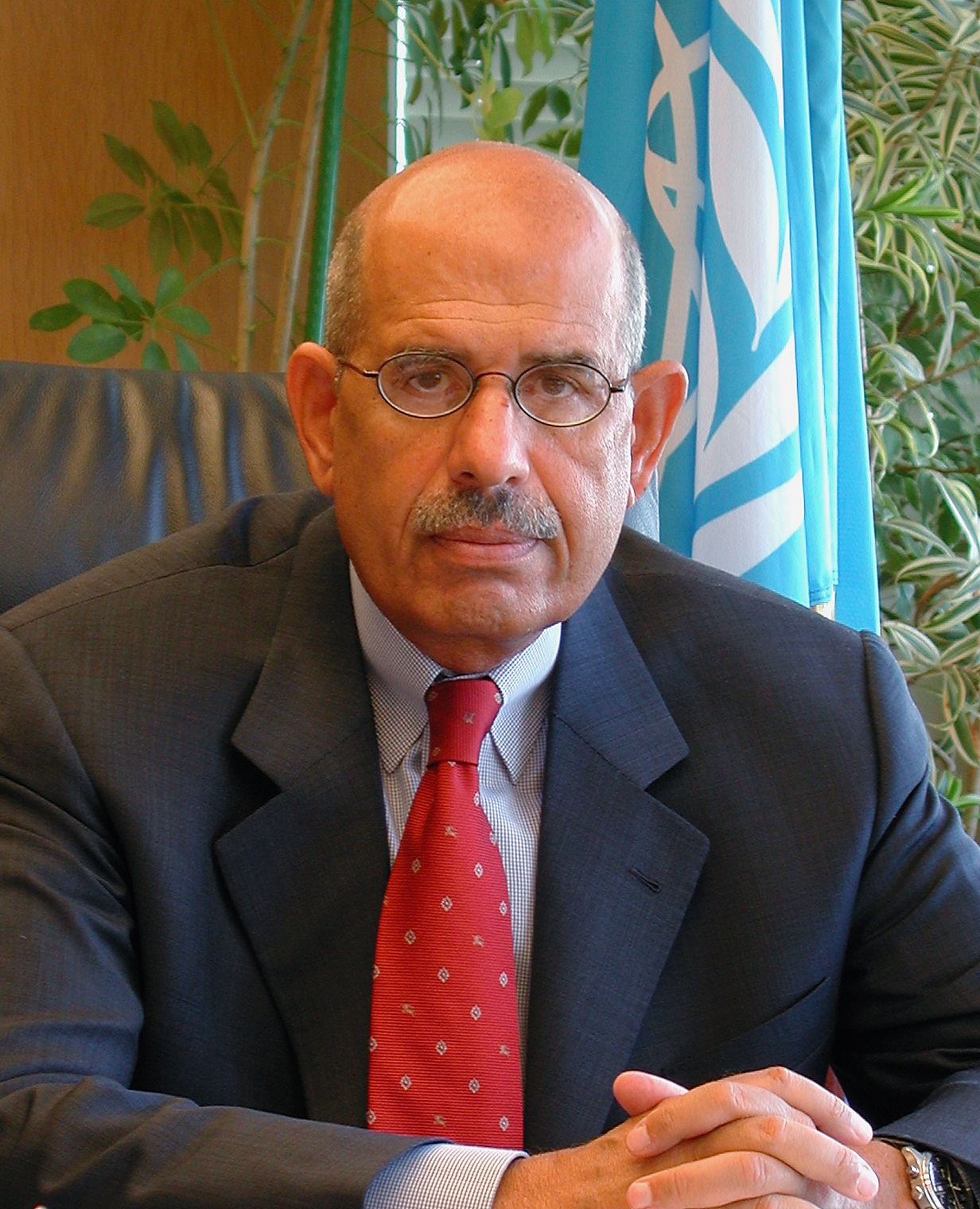
Mohamed el-Baradei dans son bureau à l'Agence internationale de l'énergie atomique (Vienne, 2009)

L'année suivante, au moment de la révolution égyptienne, il revient de l'étranger le 27 janvier pour soutenir les manifestants, exige que le gouvernement « cesse d’utiliser la violence, d’emprisonner les gens et de les torturer » et se propose pour « mener la transition » vers la démocratie. Le 30 janvier, les partis d’opposition de la « Coalition nationale pour le changement » le désignent comme leur porte-parole pour négocier avec Hosni Moubarak.
Il s'oppose aux réactions du président Moubarak aux manifestations du 25 janvier 2011, qu'il juge inadaptées à la situation et insuffisantes.
Le 14 janvier 2012, il annonce, contre toute attente, qu'il ne sera pas candidat à l'élection présidentielle qui doit se tenir quelques mois plus tard.
Le 2 juillet 2013, au cœur du mouvement populaire ligué contre le président Mohamed Morsi, l'opposition égyptienne désigne El-Baradei comme son meneur, la veille du coup d'État militaire qui renverse le président Morsi. Sa nomination comme Premier ministre est annoncée le 6 juillet, avant d'être démentie par la présidence peu après. Le 8 juillet, cependant, la présidence annonce avoir l'intention de lui confier le titre, alors vacant, de vice-président de la République. Il est officiellement nommé le lendemain, tout comme il se voit proposer, dans le même temps, la conduite de la politique diplomatique égyptienne. Il prête serment le 14 juillet.
Le 14 août suivant, il annonce sa démission pour protester contre la répression sanglante exercée par les forces armées à l'encontre des manifestations des partisans du président islamiste déchu Mohamed Morsi au Caire qui aurait fait au moins 149 morts et 1 403 blessés. « Il m'est devenu difficile de continuer à assumer la responsabilité de décisions avec lesquelles je ne suis pas d'accord » écrit-il dans une lettre adressée au président. Il quitte le pays pour l'Autriche dans la foulée.
Depuis, il est non seulement stigmatisé par les médias égyptiens (et nombre d’intellectuels et d’écrivains), mais il a de plus été inculpé par un tribunal pour avoir « trahi la confiance du public »,,. Le 27 octobre 2013, ces charges sont abandonnées par la justice, faute de preuves.

## Décorations

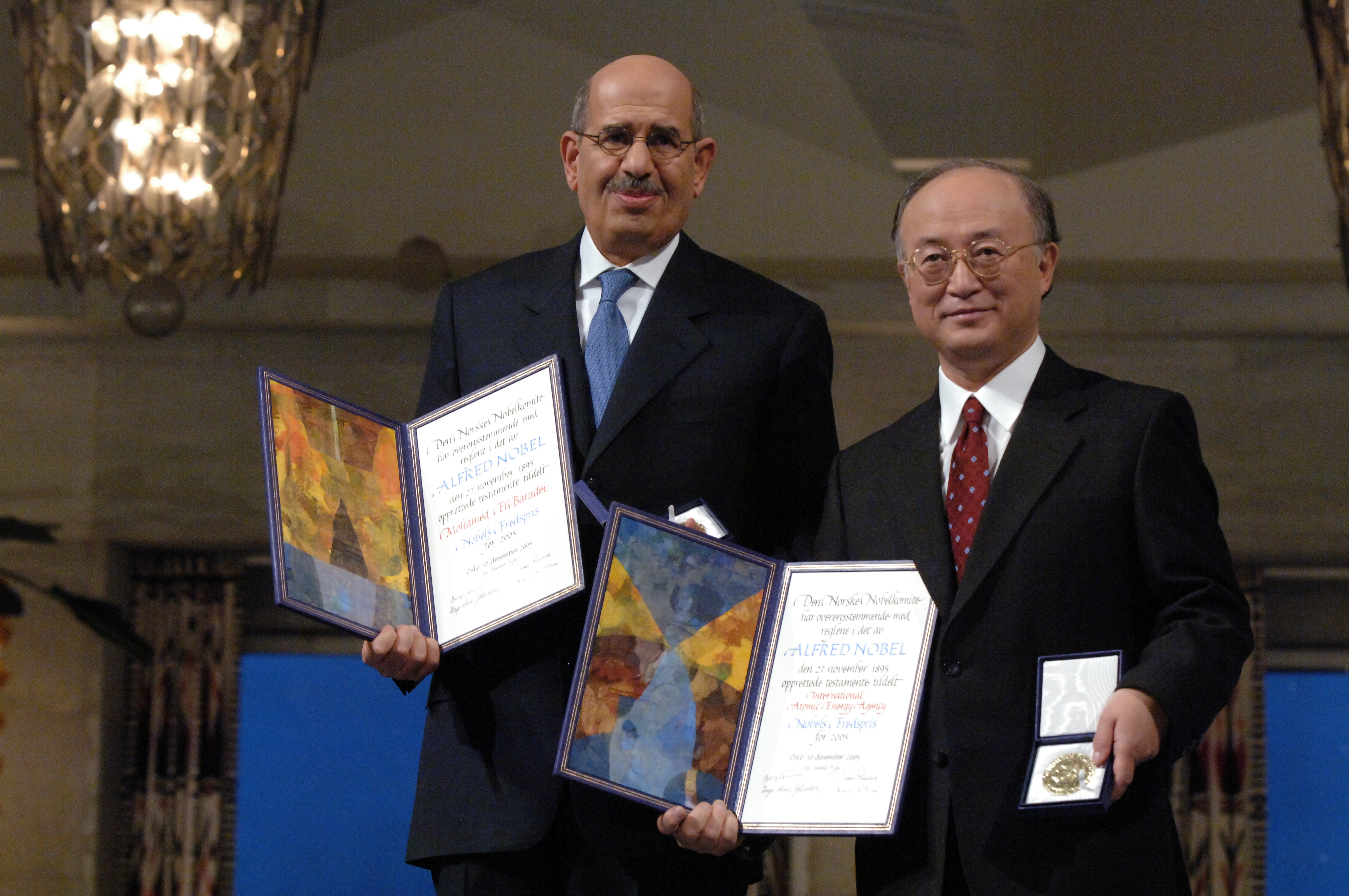
Mohamed el-Baradei et Yukiya Amano, lauréats du prix Nobel de la paix (Stockholm, 2005).

### Décorations égyptiennes
- Grand cordon de l'ordre du Nil.
- Grand cordon de l'ordre de la République égyptienne.
- Grand officier de l'ordre national du Mérite.

### Décorations étrangères
- Première classe de l'ordre du Mérite national ( Algérie)
- Grand commandeur de l’ordre du Mérite de la République fédérale d'Allemagne ( Allemagne)
- Grand officier d'argent de l'ordre du Mérite ( Autriche)
- Médaille de l'ordre de l'amitié des peuples (en) ( Biélorussie)
- Médaille de la liberté de Philadelphie ( États-Unis)
- Médaille du Mérite diplomatique ( Russie).

## Distinctions

### Docteurhonoris causa
- Docteur honoris causa de l'université de New York.
- Docteur honoris causa de l'université du Maryland.
- Docteur honoris causa de l'université polytechnique de Madrid.
- Docteur honoris causa de l'université américaine du Caire.
- Docteur honoris causa de l'université de Florence.
- Docteur honoris causa de l'université libre méditerranéenne (en).
- Docteur honoris causa de l'université de Buenos Aires.
- Docteur honoris causa de l'université Sōka.
- Docteur honoris causa de l'université Tsinghua.
- Docteur honoris causa de l'université Politehnica de Bucarest.
- Docteur honoris causa de l'université Konkuk.
- Docteur honoris causa de l'Amherst College.
- Docteur honoris causa du Trinity College (Dublin).

### Prix et récompenses
- Prix des quatre libertés de Roosevelt.
- Golden Dove of Peace prize du président de la République italienne.
- Indira Gandhi Prize (en).
- Delta Prize for Global Understanding (en).
- Golden Plate award de l'American Academy of Achievement.
- Jit Trainor award de l'université de Georgetown.
- Human Security award du Conseil des affaires publiques musulmanes (en).
- James Park Morton Interfaith Award.
- Prix de la Fondation award from the Crans Montana Forum.

## Publications
- (en) The Age of Deception: Nuclear Diplomacy in Treacherous Times, Londres, Bloomsbury Publishing, 2011.